# Jajčnikov folikel
Jajčnikov (tudi jajčni) folikel je izoblikovana tkivna struktura v jajčniku, ki vsebuje jajčece.

## Zgradba
Jajčnikov folikel sestavljajo naslednje celice: oocit, celice granuloze in celice notranje in zunanje teke.

### Oocit
Vsak mesec se iz jajčnikov sprosti zrelo jajčece, imenovano oocit. Folikel je anatomska struktura, v kateri primarni oocit zori. Jedro nezrele jajčne celice imenujemo zarodni mešiček (glejte sliko).

### Zrnati sklad
Celice granuloze obdajajo oocit in tvorijo okoli njega zrnati sklad (granulozo). Število celic granuloze se povečuje sorazmerno z višanjem ravni gonadotropinov v krvi ter zmanjšuje v prisotnosti testosterona. Proizvajajo peptide, ki so vključeni v uravnavanje tvorbe jajčnikovih hormonov. Folikle spodbujajoči hormon inducira izražanje receptorjev za luteinizirajoči hormon na površini celic granuloze; če se luteinizirajoči hormon iz krvnega obtoka veže na te receptorje, se proliferacija zaustavi.

### Teka
Celice granuloze obdaja tanka plast zunajceličnega matriksa ter folikularna bazalna membrana. Na drugi strani bazalne membrane se nahajata notranja in zunanja teka.

## Razvoj
Primordialni (začetni) folikel prostemu očesu ni viden. Le-ta se nadalje razvije v primarni jajčnikov folikel in nadalje v sekundarnega in terciarnega. Terciarni ali Graafov folikel je zrel jajčnikov folikel pred ovulacijo. Po ovulaciji nastane iz ostankov terciarnega folikla rumeno telesce, ki se naposled spremeni v zabrazgotinjeno belo telesce.
Pri ljudeh se v jajčnikih definirajo oociti že pred rojstvom; tekom rodnega obdobja ženske se postopoma aktivirajo.